# Брана
Брана је грађевина подигнута преко корита природног или вештачки изграђеног водотока са сврхом да се подигне првобитни ниво воде узводно од бране. Подизање се врши, како би се добио пад за искоришћавање водне снаге, да се повећа дубина воде у водотоку ради олакшавање пловности или за сакупљање већих количина воде, потребне за регулацију и отицање водних количина у водотоку низводно од бране, за производњу електричне енергије или за наводњавање водом из већих подручја. У планинским потоцима и бујицама бране служе за учвршћивање и осигуравање поточног корита.
Основни су делови бране: тело, прелив, испусти и слапови. Тело бране преузима притисак воде и друге силе које делују на брану и преноси их преко темељне површине на дно и бокове речне долине или корита. Горњи део тела се завршава круном бране, а то је највиша површина бране, обично послужна цеста или пешачка стаза. Доњи и бочни делови тела учвршћени су у дно и бокове речне долине или корита, а завршавају се темељном површином, што је најнижа површина бране. Преливи су смештени на највишој висини вештачког језера и служе за одвод (евакуацију) поплавних вода из језера у речно корито. Тако се круна бране штити од преливања. Вода се преко прелива може преливати слободно или је преливање контролисано капијама. Преливи с отвореним одводним коритом смештају се на тело бране или бок вештачког језера, а преливи с усправним преливним окном и водоравним одводним тунелом смештају се унутар вештачког језера. Испусти служе за пражњење вештачког језера, за искориштавање воде из језера, а кроз њих се може из језера испирати и наталожени нанос. За контролу испуштања воде кроз испусте служе капије. Испусти пролазе кроз тело бране или бочни део преградног места бране. Слапови служе за расипање енергије воденог млаза који прелази преко прелива или кроз испуст, чиме се спречава разарање речнога корита и поткопавање темеља бране. То су базени којима су одводна корита прелива и испусти спојени с природним коритом реке. По потреби се уз бране граде и корита за пропуштање дрва, рибље стазе, бродске преводнице и друге грађевине, којима је сврха да омогуће оне корисне делатности реке што их је брана пресецањем воденог тока онемогућила. Ради праћења стања бране и предузимања могућих мера како би се спречила оштећења или рушење бране, стално се посматрају сва догађања у вези с браном и њеном околином (помаци и напрезања бране и темељног тла, метеоролошке и хидролошке прилике, сеизмолошка деловања, мерење деформација).
Према величини и сложености градње, бране се деле на велике и остале. Велике бране јесу оне које су више од 15 метара (мерено од најниже тачке темељне површине до круне) и бране висине између 10 и 15 метара, које задовољавају барем један од следећих услова: круна дужа од 500 метара, запремина вештачког језера добијеног градњом бране већа од 1 милион ³, највећа поплавна вода која се пропушта преко прелива бране већа од 2 000 , посебно сложени услови темељења бране, брана нетипичног решења. Према начину градње и материјалу, бране се деле на насуте, бетонске и зидане каменом, које су данас врло ретке.

## Историја
Прве бране појављују се у Месопотамији и Средњем истоку, где су се градиле за контролу воденог тока река Тигрис и Еуфрат које су знале бити врло непредвидиве. Прва позната брана била је Брана Јава, у Јордану, око 100 km североисточно од главног града Амана. Ова гравитацијска насута брана била је висока 4,5 m, широка око 1 m и дуга око 50 m. Датира око 3000. године п. н. е. У древном Египту била је саграђена Брана Сад-ел-Кафара, 25 km јужно од Каира. Била је 102 m дуга и 87 m широка, а саграђена је око 2800. или 2600. године п. н. е.
Римљани били су познати по томе што су организовали велика градилишта, тако да су изградили велики број брана. Стварали су вештачка језера за опскрбу водом у сушном раздобљу, а употребљавали су малтер и римски бетон, тако да су могли саградити и веће објекте. Њихова највиша брана је била брана Субијако, у близини Рима, која је била висока 50 m. Познат је и Валеријанов мост или Банд-е Кајсар у Ирану, који је био део бране.
Брана Каланај је масивна брана од необрађеног камена, дуга преко 300 m, 4,5 m висока и широка 20 m, на реци Кавери, у индијској држави Тамил Наду, која је највећа стара брана која је и данас у употреби, а саграђена је у 1. веку. Њена намена је да се преусмери река ради наводњавања.
Ду Ђанг Јен је најстарији систем за наводњавање, који у себи има брану, а завршен је 251. године. Налази се у провинцији Анхуеј (Кина) и садржи огромно вештачко језеро за наводњавање, које има опсег од око 100 km, а користи се и данас.
Процењује се да данас има око 800.000 брана широм света, од тога 40.000 преко 15 м висине.

## Врсте брана
Ниво подигнутог водостаја зове се успор, а висина, за коју се водостај поврх бране подигао изнад свог првобитног нивоа, успорна висина. Брана је темељна, ако јој је круна нижа од нивоа неуспореног природног водостаја, у противном случају она је водопадна.
Бране могу бити сталне, покретне или мешовите. Сталне бране у целости су непомичне масивне грађевине, којима се не може регулисати водостај узводно од бране, а вишак воде се прелива преко круне бране. Бране могу бити насуте, од камена (данас ретко) или армирано-бетонске. Ако се водостај не може регулирати, подижу се сталне бране већином само у горњем току планинског водотока или у дубоко усеченим коритима, где дизање водостаја код преливања великих вода не проузрокује штете на обалном подручју. Сталне се бране граде до висине од приближно 15 m; ако им је висина већа или ако затварају долину у брдовитом терену, зову се долинске преграде, а ако се граде од земљаног насипа, зову се успорни насипи. Бране висине до 15 m називају се ниске, више од тога називају се високе. Покретне бране састоје се од покретних конструкција, тзв. капија, смештених међу стубовима. Дизањем или спуштањем капија отвара се протицајни пресек водотока међу стубовима. Тако се регулише протицање воде кроз брану, а тиме и водостај узводно од бране.

### Врсте брана према висини
Разликују се ниске и високе бране. Према међународном стандарду (енгл. International Commission on Large Dams, ICOLD), у високе бране спадају све оне бране чија висина од темеља до круне износи више од 15 m, као и оне више од 10 m које имају дужину по круни већу од 500 m, веће вештачко језеро од 100.000 m3, или ако преко њих треба пропуштати количину воде већу од 2000 m³/s. Све друге бране сматрају се нискима.

#### Ниске бране
Ниска брана представља грађевину која углавном има задатак да скреће водни ток или да подиже водостај у кориту и на тај начин омогући пловидбу. Свака ниска брана ствара концентрацију пада и тиме омогућава искориштење водне снаге, може се искористити за водене спортове, може служити и за задржавање наноса, за спречавање ерозије и сл. Ниске бране служе и за скретање воде ради напајања канала за наводњавање поља, канала за опскрбу индустријских постројења, пловних канала, као и тунела који одводе воду до хидроелектрана.

#### Високе бране
Високе бране служе за стварање вештачког језера, које се може употребити за погон хидроелектране, наводњавање или дуљу пловидбу. Брана Локварка има висину 52 m и служи за погон ХЕ Винодол. Највиша брана на свету је Брана Нурек у Таџикистану.

### Врсте брана према материјалу
Према материјалу од којег се граде бране разликују се масивне бране од камена или бетонских блокова зиданих у суво, од камена у малтеру, од бетона и од армираног бетона, те насуте бране од земље, песка, шљунка или камена.

#### Бетонске бране
Бетонска брана може се градити од обичног и армираног бетона. Постоје три основна типа великих бетонских брана: гравитацијске, лучне и рашчлањене.

#### Масивне бране
На масивној прегради разликују се узводни део (издигнут изнад корита) или тело бране, које се супротставља притиску воде, и низводни део, мање више у облику плоче положене по кориту. Предњи узводни део, обично вертикалан, продужује се до стеновите или непропусне подлоге преко прибоја или пражног зида. На исти начин се завршава и праг на низводном делу.
Масивне бране сталног карактера данас се граде искључиво од бетона. Главни проблем у вези с овим бранама преставља пропуштање велике количине воде. Проблем се решава остављањем проточних поља или прелива у телу бране, на којима се смештају покретне уставе или запорнице. Висина устава, ширина и број проточних поља зависе од топографских и хидролошких услова; оне могу обухватати целу дужину бране или само један део. Ширина једног поља може износити до 50 , код ваљкастог типа устава. Код других она обично не прелази 30 . Највише уставе не прелазе висину од 20 .

#### Насуте бране
Насута брана начињена је од природног материјала ископаног углавном у близини градилишта (глина, шљунак, песак, камен и слично). То је најстарија позната врста брана, а градила се и пре више хиљада година. Уз прикладну припрему темеља, осигурање вододрживости и хидрауличне стабилности темељног тла може се применити на свим тлима. Вододрживост се остварује применом материјала који слабо пропушта воду или уградњом водонепропусног дела у тело бране (језгра), или пак на узводну косину. Узводна се косина осигурава од деловања таласа каменом или другом облогом, а низводна од деловања ерозије од падавинске воде затрављивањем или каменом облогом. Да се осигура хидраулична стабилност, тело бране садржи дренажни систем. Из сигурности се прелив и испусти изводе претежно изван бране.
Оне се могу поделити у две групе: земљане бране од хомогеног материјала, те земљане и камене бране од нехомогеног материјала. Граде се или на стени или на земљаном тлу. Нису јако осетљиве на неједнолика слегања, као ни на потресе. Материјал од којег се граде, увек у извјесној мери пропушта воду, па постоји процеђивање из горње у доњу воду. Због тога је брана до депресијске линије засићена водом, а изнад те линије диже се још капиларна вода. Ако је темељни слој непропусан, вода излази на низводној страни као извор. Да би се ово спречило, поставља се дренажа.

### Врсте брана према начину супротстављања притиску воде
Према начину супротстављања притиску воде могу бити гравитацијске, лучне, рашчлањене и покретне.

#### Гравитацијске бране
Гравитацијска брана супротставља се властитом тежином притиску воде, па зато тело бране има велику запремину и врло широк темељ. Основни је облик попречног пресека гравитацијске бране троугао. Темељи се на доброме темељном тлу, најчешће на стени, а на шљунку се могу темељити бране мањих висина. Вододрживост акумулације и смањење притисака воде на темељну површину остварује се инјекцијском завесом на узводној страни бране, а каткад и одводњом бунарима изведенима непосредно низводно од инјекцијске завесе. Ради праћења стања бране и могућности допунског инјектирања, изводе се контролне (инјекцијске) галерије по контури темељне површине на узводној страни. На бранама вишима од 40 метара граде се и водоравне контролне галерије на приближно сваких 25 до 40 метара висине. Најчешће се прелив и испусти изводе на самој брани, односно у телу бране. Како би се смањила допунска напрезања због стезања бетона, уграђивање се проводи у блоковима (15 до 20 метара) који се спајају заптивкама, теком грађења хладе се агрегат и вода, а гради се и од бетона који развија мању хидратацијску топлоту. На сваку брану делују спољашње силе као што је притисак на узводној страни, узгон воде на спојници између темеља и тла, притисак леда у вештачком језеру (у хладним пределима), притисак земље и притисак исталоженог наноса (муљ). Од унутрашњих сила на брану делује властита тежина, притисак воде у порама (капиларе), силе које настају услед промене температуре бетона и силе услед скупљања бетона (заостала напрезања).

#### Лучне бране
Лучна брана много је тања од гравитацијске; грађена је као закривљена витка плоча учвршћена за околни терен, тако да се већи део оптерећења успореном водом преноси на бокове долине, где је брана ослоњена и везана за чврсте стене. Лучном се браном преграђују уске долине с добрим условима темељења. На основу односа дебљине бране у ножици и висине бране разликују се танкостена (мања од 0,2), дебелостена (од 0,2 до 0,4) и лучно-гравитацијска брана (од 0,4 до 0,6). Танкостене лучне бране граде се од армираног, а остале од обичног бетона који се армира само у ослабљеним пресецима (прелив, испусти, галерије и слично). Ради праћења стања бране и могућности допунског инјектирања, изводе се контролне галерије као и код гравитацијске бране. Прелив и испусти изводе се најчешће на самој брани, односно у телу бране. Ако имају и неке елементе гравитацијске бране, онда се зову лучно-гравитацијске бране, а ако су део ротацијских тела разног облика, зову се љускасте или куполне бране. Лучне бране настале су са идејом да се уштеди на трошковима материјала и времену градње. Због смањених мера имају много веће деформације, па је за њих од великог значаја и питање чврстоће бетона.

#### Рашчлањене бране
Рашчлањена брана често се гради у широким долинама. Тај се тип бране састоји од тешких стубова (контрафора) темељених у кориту долине, који се на узводној страни проширују у главе ступова или је на њих ослоњена узводна конструкција од плоча, низа мањих лукова или купола. Раде се на добром темељном тлу. Рашчлањене бране се састоје од више делова. Обично су то стубови или потпоре на које се ослањају плоче или сводови. Сваки од стубова мора на тло преносити оптерећење једног поља. Идеја је исто уштеда на трошковима материјала и времену градње, када се не могу извести лучне бране. Углавном се разликују три типа брана с међусобно одељеним елементима:
- олакшане гравитацијске бране,
- нагнуте плоче ослоњене на потпоре или контрафоре,
- лукови ослоњени на потпоре или контрафоре.

#### Покретне бране
Посебна врста бране, названа покретном, има покретне делове, капије, којима се у целости остварује успоравање воде. Капијама се у вештачком језеру задржавају мали и средњи протоци, а поплавне се воде подизањем капије пропуштају кроз брану. Бетонска конструкција служи само за ослањање капије и спој с бочним насутим деловима бране. Те су бране мање висине, која је ограничена могућностима прављења капије. Граде се често на низинским деловима река на којима се, уз покретну брану смештену у кориту реке, вештачко језеро остварује се потпорним насипима уздуж речнога корита.

## Делови бране

### Прелив бране
Прелив или излив се састоји од проточних поља у телу бране, на којима се смештају покретне уставе или капије. Висина устава, ширина и број проточних поља зависе од топографских и хидролошких услова; оне могу обухватати целу дужину бране или само један део. Ширина једног поља може износити до 50 , код ваљкастог типа устава. Код других она обично не прелази 30 . Највише уставе не прелазе висину од 20 .

### Уставе
Устава служи за регулацију протока воде на преливу бране. За регулацију протока воде кроз темељне испусте служи затварач. Прелив бране се састоји од проточних поља у телу бране, на којима се смештају покретне уставе. Устава је сваки водени канал којим се регулише висина воде, а то се обично изводи помоћу капија. Висина устава, ширина и број проточних поља зависе од топографских и хидролошких услова; оне могу обухватати целу дужину бране или само један део. Ширина једног поља може износити до 50 , код ваљкастог типа запорницама. Код других она обично не прелази 30 . Највише уставе не прелазе висину од 20 .

### Вештачко језеро
Резервоар (француски: réservoir) је вештачко језеро створено потапањем подручја иза бране. Нека од највећих светских језера су резервоари. Вештачка језера такође могу бити намерно направљена ископавањем или потапањем отворених рудника. Мора се одредити најбоље место за градњу бране. Геодети морају пронаћи речне долине које су дубоке и уске; бочне стране долине тада могу имати улогу природних зидова.

## Градња бране

### Истражни радови
Основни услов за сигурност бране је прикладно и савесно извођење темеља, на месту које је по геоморфолошким, литолошким и структурним условима прикладно за примање конструкције бране. Зависно од типа бране, терен треба да има одређена својства с гледишта стабилности, постојаности и непропусности, и то утолико боља уколико су већа оптерећења која ће на њу деловати. Претходна истраживања морају обухватати детаљна геолошка снимања, бушења, истраживања геотехничких особина стена, ступња карстификације, хидрологије терена, па је потребан тим стручњака различитих профила. Наравно, с развојем знања проширио се и распон потребних истраживачких радова, а тиме и трошкови за њихово извршење. Студије се не смеју вршити на брзину, па је за њих потребно и неколико година.
Студије и истраживања морају обухватати и цело подручје будућег вештачког језера. Ова испитивања важна су, пре свега, за правилно одређивање потребне висине бране, непропусности подручја и потребних техничких мера осигурања. Та истраживања морају бити нарочито обимна у крашким теренима. Студије морају обухватити сву економску проблематику у вези с потапањем подручја и пресељењем становништва, културних споменика и слично.

### Градња масивних брана
Масивне бране обично се граде у две или више фаза. Корито реке се прегради најприје посебном загатом на оној страни где су предвиђени испусти, а када се ови изграде и опреме, пушта се вода преко њих, а новим загатом се прегради преостали део реке. Висина загата зависи од трајања градње и о хидролошким карактеристикама реке. Она се изабира обично тако да се за време градње не допушта преплављивање јаме.
За високе бране такав поступак није могућ на већим рекама, него се проблем решава тако да се цело корито прегради с помоћу узводне и низводне помоћне бране, на довољној удаљености од грађевинске јаме, а вода се посебним обилазним тунелима спроводи изван речног корита.
Агрегат за бетонирање брана може бити од речног шљунка или од дробљеног камена одређене гранулације, који мора бити претходно добро испитан. Цемент треба да има што нижу хидратацијску топлоту, па се портланд цементу често додаје троска из високих пећи. Организација радова на бетонирању преставља сложен проблем који треба добро проучити, нарочито за високе бране. Бетон се уграђује помоћу камиона – пумпи, торањских дизалица с посудама које имају запремину и преко 6 m3.
При уградњи бетона појављује се и термички проблем, јер температуре достижу 40 ºC, а понекад и више, па се морају контролисати термоелементима. Бетонирање блокова бране врши се наизменично по слојевима висине 1,5 до 2 m. Врло је важно да се користе вибраторе с великим бројем осцилација (10.000 1/min) за збијање бетона. Између водоравних слојева настају радни прекиди, јер се нови слој може бетонирати тек након 3 до 5 дана, да би се могао охладити ранији слој. Када су радови ужурбани, сувишна топлота мора се одводити помоћу цеви, које се полажу на сваки водоравни слој и у којима тече хладна вода. Захтева се велика густина бетона због боље непропусности, а за лучне бране тражи се и велика чврстоћа.

## Додатни елементи бране
Код планирања брана потребно је предвидети бродске преводнице, рибље стазе, корита за пропуштање дрва и друго. Бродске преводнице састоје се од једне или две бродске коморе, што зависи од промета на реци. То су обично врло скупи делови бране, посебно када се ради дизалица за бродове. Рибље стазе су потребне да би се рибе кретале узводно или низводно. Обично се састоје од низа базена, чији се нивои поступно снижавају из горње у доњу воду, а обично је разлика у висини највише 4 метра. На врло високим бранама, појављују се и дизалице за рибе.

### Бродска преводница
Бродска преводница је грађевина која служи за изравнавање пловног пута, односно омогућује бродовима да превладају разлике у нивоима воде, која настаје због природних или вештачких препрека на водном путу. Када је на пловном путу потребно дигнути или спустити Брод за висину пловне степенице, то се може остварити помоћу:
- бродске преводнице
- бродске дизалице
- бродске успињаче

Искуство показује да је граница примене бродске преводнице висинска разлика од 20 до 25 m на земљаном тлу, односно 30 до 35 m на стјеновитом тлу. Низом бродских преводница се може свладати висинска разлика од 40 до 60 m. За висинске разлике веће од 70 m најчешће је оправдана употреба бродске дизалице.

### Рибља стаза
Рибља стаза је хидротехничка грађевина која обилази бране, уставе и бродске преводнице, а омогућује рибама које се селе, да стигну до места за мрешћење. Обично рибе прелазе рибље стазе пливањем или прескакивањем, до друге стране преграде. Брзина протока воде мора бити довољна да рибе могу прећи препреке, али не сме бити превелика да се риба не измори, тако је често постављање одмаралишта на рибљим стазама.

## Рушења брана
До 1970. срушило се у Америци око 110 брана, од чега је 65% било насутих. У исто вријеме у Европи и северној Африци срушило се 12 брана. Сва рушења обично прате веће или мање несреће. Према једној статистици (Грунер) узрок рушења је у 40% случајева лом у темељу, у 23% случајева недовољан капацитет прелива, у 12% случајева недовољне димензије бране, у 10% случајева неравномјерно слегање, а у 15% неки други узрок.
Рушење бране се може спречити, ако се правовременим посматрањем деформација (оскултација) утврде поремећаји па се може присилно испразнити језеро и тиме ублажити несрећа или чак сачувати брана, ако се уклоне узроци.

### Осматрање бране
Мерење деформација или оскултација високих објеката и хидроелектрана врши се с циљем осигурања од могућих изненадних и непредвидивих појава на објектима (брана и електрана), те заштита животне средине и низводног подручја од штета и катастрофа. Геодетско-техничким праћењем проводи се прикупљање потребних података спровођењем најпрецизнијих геодетских мерења, ради рационалног одржавања објеката у току кориштења. Битно је да се правовремено забележе сви догађаји и стања који би могли утицати на сигурност објеката.
Геодетска мерења помака обухватају сва мерења у сврху одређивања промене облика објекта или тла под утицајем спољашњих или унутрашњих сила. Објект се идеализује одређеним бројем тачака, чији се положај одређује у односу на референтну или основну геодетску основу изван подручја могућих помака. Геодетским методама одређују се промене положаја појединих тачака на објекту, а деформација се може утврдити на темељу резултата мерења помака. Стварно понашање објекта може се утврдити само добро осмишљеним и квалитетно изведеним опажањима, те стручном обрадом података.